# Chieko Ochi
Chieko Ochi (越智 千恵子 Ochi Chieko?), nascută Chieko Kawabe (河辺千恵子?) 24 februarie 1987 în Tokyo, este o artistă, fotomodel și o actriță. Ea a jucat rolul lui Sailor Mercury în musicaluri Sailor Moon și a fost Naru Osaka în seria de live-action Sailor Moon. 
Ea s-a căsătorit cu Masato Ochi pe 8 august 2008. După 7 ani de căsătorie, cuplul au divorțat în 2015.  Ea lansat o carte de bucate numită Husband's lunch în 2010. Ei au o fiică.